# Gate (Oklahoma)
Gate – miasto w Stanach Zjednoczonych, w stanie Oklahoma, w hrabstwie Beaver.